# Pamučasta spiralna galaktika
Pamučasta spiralna galaktika ili flokulentna spiralna galaktika, vrsta spiralne galaktike. Nasuprot dobro definiranoj spiralnoj građi spiralne galaktike velikog dizajna, pamučasta je krpičasta, s isprekidanim spiralnim krakovima Model stohastična samopropagirajućeg stvaranja zvijezda je vidljivo objašnjenje strukture pamučastih spirala. Oko 30% spiralnih galaktika su pamučaste, 10% velika dizajna, a ostale se referira kao "s više krakova". Vrstu s više krakova ponekad se ubraja u skupinu pamučastih.
Prototipna pamučasta spiralna galaktika je NGC 2841.